# Masi-Manimba
Masi-Manimba – miasto w Demokratycznej Republice Konga, w prowincji Kwilu.